# Ingegerd Olofsdotter
Ingegerd Olofsdotter eller den heliga Anna av Novgorod, född omkring år 1000, död 10 februari 1050, var en svensk prinsessa och senare Novgorod- och (från 1035) Kievrus-furstinna. Hon var dotter till kung Olof Skötkonung av Sverige och hans maka Estrid, en furstedotter av obotritisk börd. Hennes namn förryskades till Ирина (Irina); när hon inträdde i kloster tog hon sig namnet Анна (Anna).
Ingegerds ättlingar kom att leda ett antal av de större europeiska rikena. Genom hennes söner blev Ingegerd anmoder till flera ryska furstesläkter, inklusive den tsarsläkt som dog ut med Fjodor I av Ryssland. Hennes döttrar fick motsvarande positioner i Norge (genom giftermål med Harald Hårdråde), Ungern (med Andreas I) och Frankrike (med Henrik I).

## Biografi
Ingegerd föddes cirka år 1000 som dotter till Olof Skötkonung och hans slaviskt stammande hustru Estrid.
Ingegerd döptes tillsammans med sin far och hela familjen vid Husaby källa vid Kinnekulle, Västergötland enligt tradition av Sankt Sigfrid. Olof Skötkonung räknas som Sveriges förste kristne konung.
Hon var, enligt Snorre Sturlasson, bortlovad till Olof Haraldsson i Norge, men den svenske kung Olof höll ej sitt löfte. Olof Haraldsson gifte sig dock senare med Ingegerds halvsyster Astrid, medan Ingegerds resterande liv kom att tillbringas i östra Europa.
Ingegerd ingick år 1019 giftermål med storfursten Jaroslav Vladimirovitj av Novgorod, senare känd som Jaroslav den vise av Kiev. Ingegerd antog i Ryssland namnet Irina antagligen för att det är ett namn som redan var känt bland ryskspråkiga. Genom sina tre döttrar blev Ingegerd anmoder till flera kungaätter i Europa, och som sådan var hon en av 1000-talets kvinnliga centralgestalter i Europa. En av hennes söner grundade den tsarätt som regerade i Ryssland fram till att den 1598 dog ut. Hennes dotter Ellisif gavs i giftermål åt Norges Harald Hårdråde, Anastasia till Ungerns Andreas I och Anna till Frankrikes Henrik I; genom Henrik blev hon därmed anmoder till alla senare franska kungar.
Ingegerd lät något eller några år före sin död viga sig till nunna enligt den strängaste ordningen. Hon fick då namnet Anna och räknas i den ryska kyrkan som helgon (Sankta Anna).
Ingegerds kvarlevor vilar tillsammans med makens i en sarkofag i Sofiakatedralen i Kiev. Sovjetiska forskare öppnade sarkofagen 1939 och undersökte innehållet. Ingegerds välbevarade kranium var av vad frenologer kallar "nordisk typ", massivt och tungt med en elliptisk form. Pannan var "inte särskilt hög" och hade en "genomsnittlig" lutning. Näsan var "starkt framträdande med en smal näsrot". Hakan var "av genomsnittlig storlek", men "markant framträdande". Tänderna bedömdes som rätt väl bevarade. Forskarna fann att Ingegerd varit cirka 162 cm lång och Jaroslav varit cirka tio cm längre.

### Barn

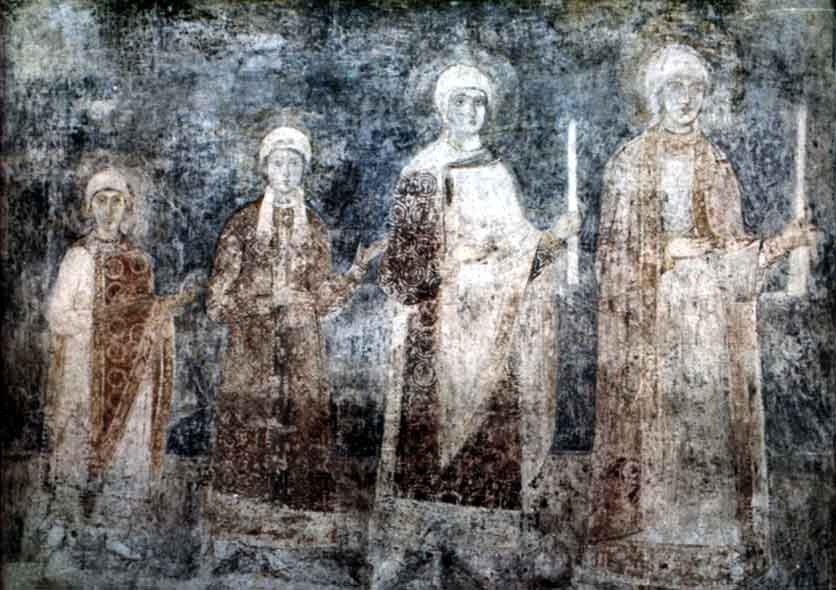
Kalkmålning i Sofiakatedralen från 1000-talet. Den visar Ingegerds och Jaroslavs döttrar.

1. Vladimir av Novgorod (1020–4 oktober 1052)
2. Anastasia av Kiev (ca 1023–1074/1096), gift med Andreas I av Ungern
3. Izjaslav I av Kiev (1024–3 oktober 1078, stupad), storfurste av Kiev
4. Ellisif (Elisabet av Kiev; 1025–ca 1067, gift med Harald Hårdråde av Norge
5. Svjatoslav II av Kiev (1027–27 december 1076)
6. Anna av Kiev (ca 1030–1075, gift med Henrik I av Frankrike
7. Vsevolod I av Kiev (1030–13 april 1093)
8. Vjatjeslav av Smolensk (1034–1057)
9. Igor av Vladimir (103?–1060)

## Eftermäle
I Sofiakatedralen i Kiev finns en fresk som avbildar några av Jaroslavs och Ingegerds barn. Också fursteparet, på vars initiativ kyrkan byggdes, var en gång avbildat på en vägg, men denna är numera riven. Bilden är dock känd tack vare att den avbildades på 1600-talet.

### Ingegerd som helgon
Ingegerd firas som helgon i ortodoxa kyrkan i Ryssland, under namn som heliga Anna av Novgorod och tillhör Helgonen i Novgorods synaxis. I Sverige finns en svenskspråkig ortodox kyrka i Stockholm och Södertälje som är vigd åt henne, Heliga Annas ortodoxa församling. Där vördas Anna som Sveriges skyddshelgon.. Ortodoxa kyrkan i Ryssland donerade år 2009 en del av hennes reliker till den svenska församlingen Heliga Anna av Novgorods församling (HANOF).
Stockholms katolska stift uppger 9 februari som Annas helgondag.

### I litteraturen
Ingegerd Olofsdotter är föremål för romanen Mäktig mans kvinna. En roman om storfurstinnan Ingegerd av Catharina Ingelman-Sundberg (2001).

## Alternativ tradition
Källorna till Ingegerds liv är fåtaliga och uppgifterna om hennes upphöjelse till helgon inte entydiga. Det finns således en alternativ tradition till den som säger att hon ligger begravd i Kiev. Den alternativa traditionen menar istället att Ingegerd vilar i Sofiakatedralen i Novgorod.